# Trivium (Band)
Trivium ist eine US-amerikanische Metal-Band aus Orlando, Florida, die im Jahr 1999 gegründet wurde. Die Band hat bis heute zehn Studioalben veröffentlicht.

## Bandgeschichte
Der Bandname leitet sich vom lateinischen Begriff „Trivium“ (Latein für „drei Wege“) ab, dieser bezeichnet die Verbindung zwischen den drei sprachlichen Fächern der freien Künste: Grammatik, Rhetorik und Logik.

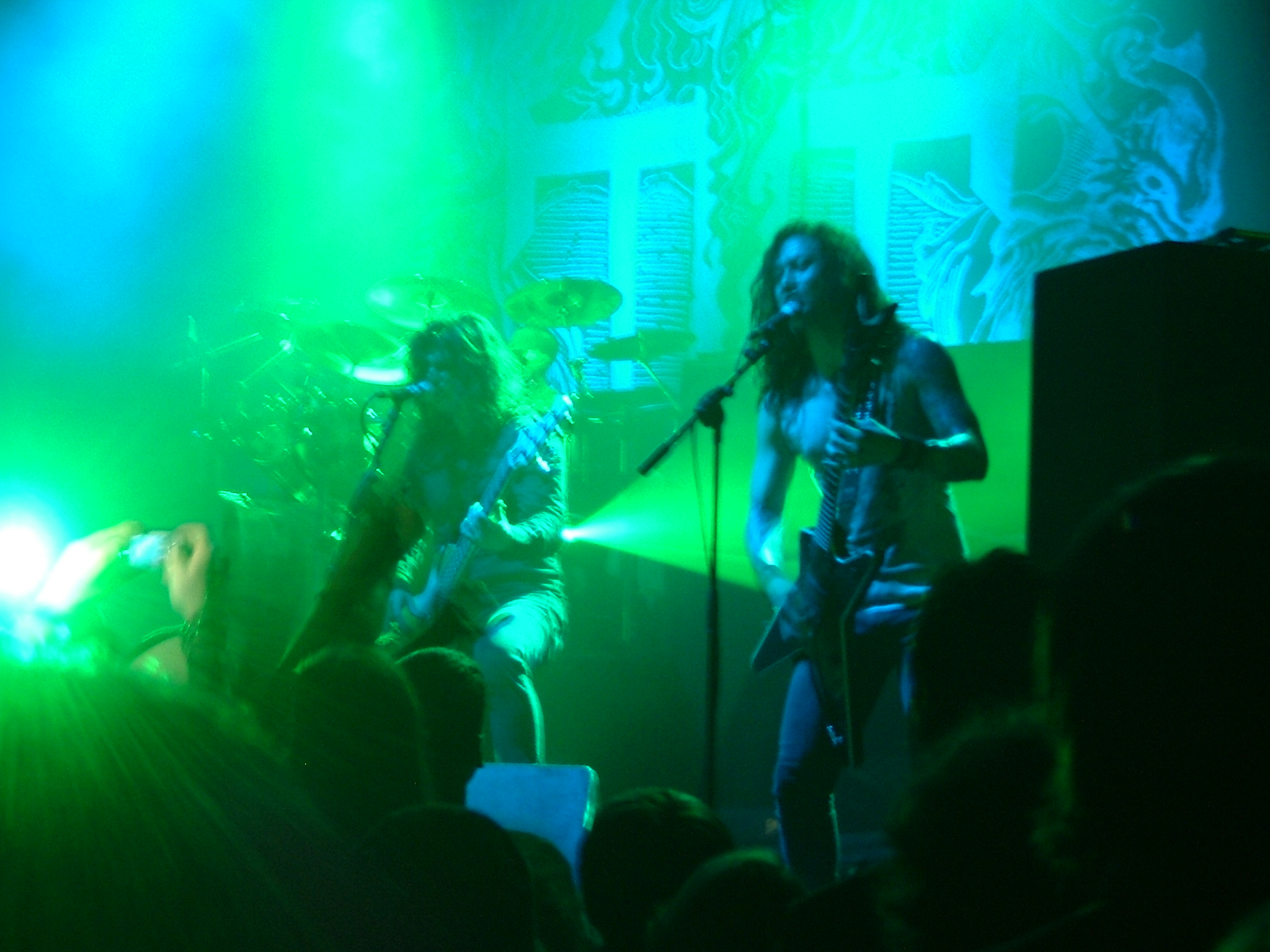
Matt Heafy und Paolo Gregoletto, Trivium live in Linz

### Die frühen Jahre undEmber to Inferno(2000–2003)
Die Band wurde im Jahr 1999 vom Sänger Brad Lewter, Brent Young und Travis Smith gegründet. Bei einem Talentwettbewerb an der Lake Brantley High School in Altamonte Springs (Florida) entdeckte die Band ihren heutigen Sänger Matthew Heafy, der bei diesem Wettbewerb das Lied „No Leaf Clover“ von Metallica vortrug. Nach einem Vorspiel, in dem er „For Whom the Bell Tolls“, ebenfalls von Metallica, spielte, wurde Heafy in die Band aufgenommen.
Das erste Konzert in der bis 2000 bestehenden Besetzung fand im Hörsaal der Lake Brantley High School statt. Als einzige Metalband der gesamten Show standen ihnen nur etwa 20 Minuten Spielzeit zu, in denen sie ausschließlich Coverversionen spielten. Nach einigen Konzerten auf Partys verließ Lewter die Band. Matthew Heafy übernahm eher ungewollt die Gesangsrolle. Als Schlagzeuger Travis Smith eines Tages Heafy in seiner Wohnung besuchte, ernannte er den damals erst 15 Jahre alten Gitarristen zum Sänger. Während der folgenden zwei Jahre verfeinerte die Band den Sound und ihr Können. Obwohl die Band bis dato noch keine Veröffentlichung vorweisen konnte, wurde Matthew Heafy bei den Orlando Metal Awards als bester Gitarrist ausgezeichnet. Anfang 2003 nahmen Trivium ihr erstes Demo auf. Kurze Zeit später unterschrieb die Band einen Vertrag über ein Album beim deutschen Musiklabel Lifeforce Records, bei dem im gleichen Jahr das Debütalbum Ember to Inferno veröffentlicht wurde.
Im Jahr 2003 suchte die Band neben Heafy einen zweiten Gitarristen und wurde kurze Zeit später in Corey Beaulieu fündig. Nachdem Bassist Brent Young ein Jahr später die Band verließ, erwies sich die Suche nach einem Nachfolger als sehr kompliziert. Die Band machte einige Versuche, einen talentierten Bassisten zu finden, hatte jedoch wenig Erfolg. Schließlich wurde mit Paolo Gregoletto ein Ersatz gefunden und Trivium konnten als Vorgruppe von Machine Head auf Tournee gehen.

### Ascendancy(2004–2005)
Das Jahr 2004 verbrachte die Band mit dem Schreiben von neuen Songs für ihr nächstes Album. Im September ging die Band in das Morrisound-Studio in Tampa, Florida, um die Songs aufzunehmen. Zu dieser Zeit wurde die Plattenfirma Roadrunner Records auf Trivium aufmerksam. Roadrunner-A&R Monte Connor hörte das Lied „If I Could Collapse the Masses“ vom Debütalbum auf der Beilage-CD eines Fanzines. Connor nahm Kontakt zu Heafys Vater auf, der damals Manager der Band war. Kurze Zeit später schickte die Band eine Demoaufnahme mit drei Liedern und einem selbst finanzierten Videoclip zu „Like Light to the Flies“. Connor war vom Sound und dem Talent der Musiker begeistert und nahm die Band schließlich unter Vertrag.

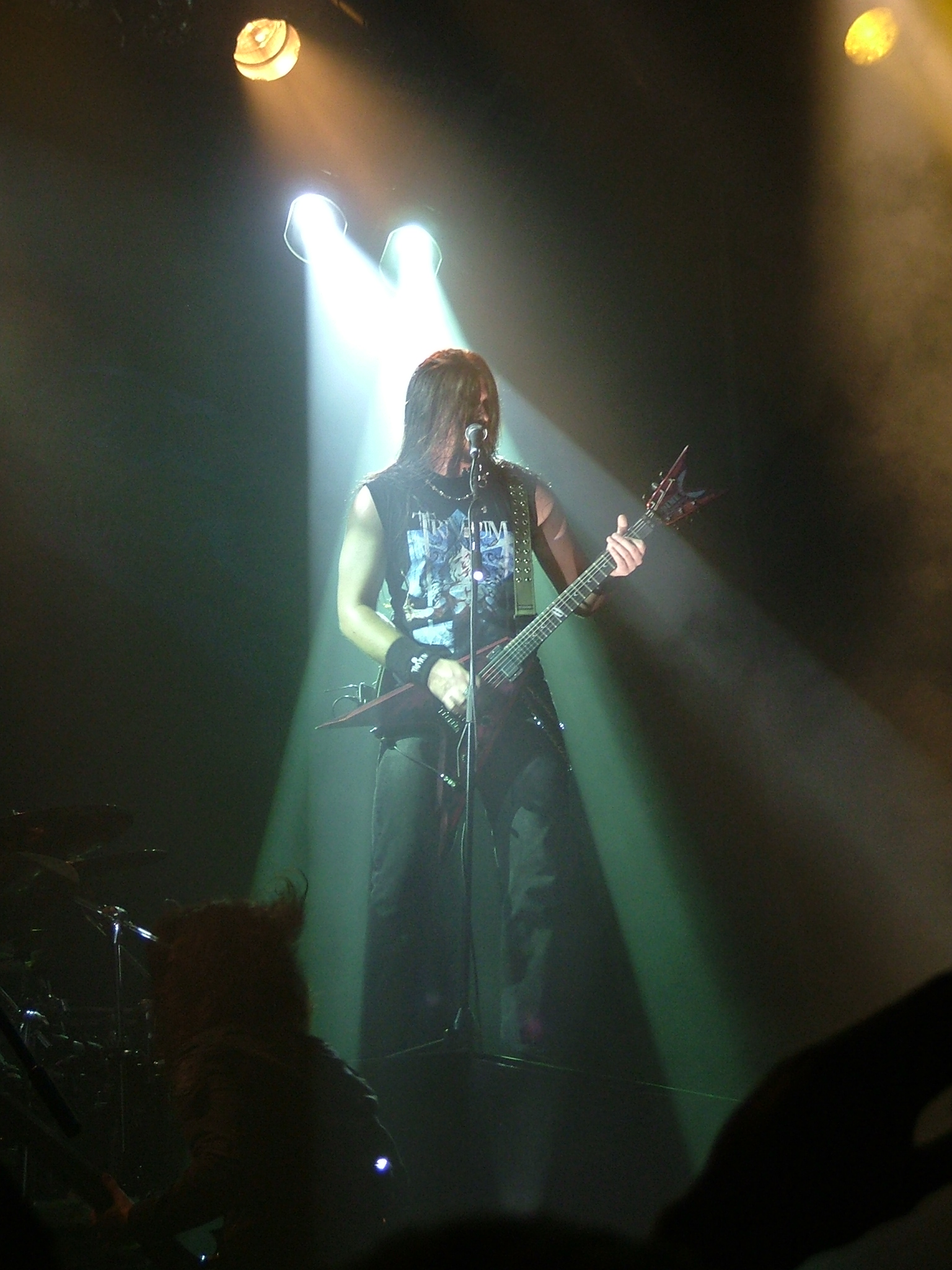
Corey Beaulieu

Trotz intensiven Studiobesuchen und Aufnahmen blieb Trivium Zeit, für Bands wie Machine Head, Iced Earth, Killswitch Engage und Fear Factory als Vorband zu spielen. Im März 2005 wurde schließlich das neue Album mit dem Titel Ascendancy veröffentlicht. Zu diesem Zeitpunkt befanden sich Trivium auf der „Roadrage-2005“-Tournee durch Nordamerika und wurde von The Agony Scene, Still Remains und 3 Inches of Blood begleitet. An freien Tagen spielte Trivium als Vorband von Danzig und Chimaira einzelne Supportshows. Es folgten die ersten Konzerte in Europa im Rahmen der „Roadrage 2005“, diesmal mit Still Remains und 3 Inches of Blood.
Im Juli und August spielten Trivium auf der Ozzfest-Tournee in Nordamerika. Als der Streit zwischen Sharon Osbourne und der Band Iron Maiden eskalierte, stellte sich die Band auf die Seite der „eisernen Jungfrauen“. Die Mitglieder traten in Iron-Maiden-Shirts auf und spielten einige Coverversionen, was ihnen einige Probleme mit der Crew einbrachte, die größtenteils aus Anhängern der Osbourne-Familie bestand.
Nach der Ozzfest-Tournee folgte eine Headliner-Tournee durch Großbritannien (zusammen mit All That Remains) sowie eine Japan-Tournee mit Arch Enemy. Danach gingen Trivium auf eine weitere Headliner-Tournee durch die Vereinigten Staaten und Kanada, wo sie von Children of Bodom und Amon Amarth unterstützt wurden. Anfang 2006 begleiteten Trivium zusammen mit DevilDriver und Zao die schwedische Band In Flames auf ihrer Nordamerika-Tournee.
Zum 25-jährigen Jubiläum ihrer Plattenfirma Roadrunner Records wurde das Album Roadrunner United: The All-Star Sessions veröffentlicht. Matthew Heafy wurde zu einem der vier Kapitäne bestimmt, welche die Musik und die Texte für die Lieder geschrieben haben. Corey Beaulieu ist ebenfalls auf diesem Album zu hören.

### The CrusadeundShogun(2006–2009)
Im April 2006 gingen Trivium ins Studio, um ihr drittes Album The Crusade aufzunehmen. Neben dem Album nahm die Band noch eine Coverversion von „Master of Puppets“ für einen Metallica-Tributsampler des britischen Magazins Kerrang auf.
Die Lieder von The Crusade weichen stark vom alten Stil ab. Die Riffs und das Songwriting erinnern an den Thrash Metal der späten 1980er Jahre, insbesondere an Bands wie Metallica oder Testament. Der Gesang, der einst eine Mischung aus Growling und Emotion war, beschränkt sich nun auf einen kratzigen Gesang. Vielfach wird Heafys Gesang mit dem James Hetfields verglichen. Wegen seines alten Gesangsstils musste Heafy häufig mit Heiserkeit kämpfen. Außerdem wollte sich die Band von den Metalcore-Bands abheben, deren Sänger einen ähnlichen Gesangsstil haben.

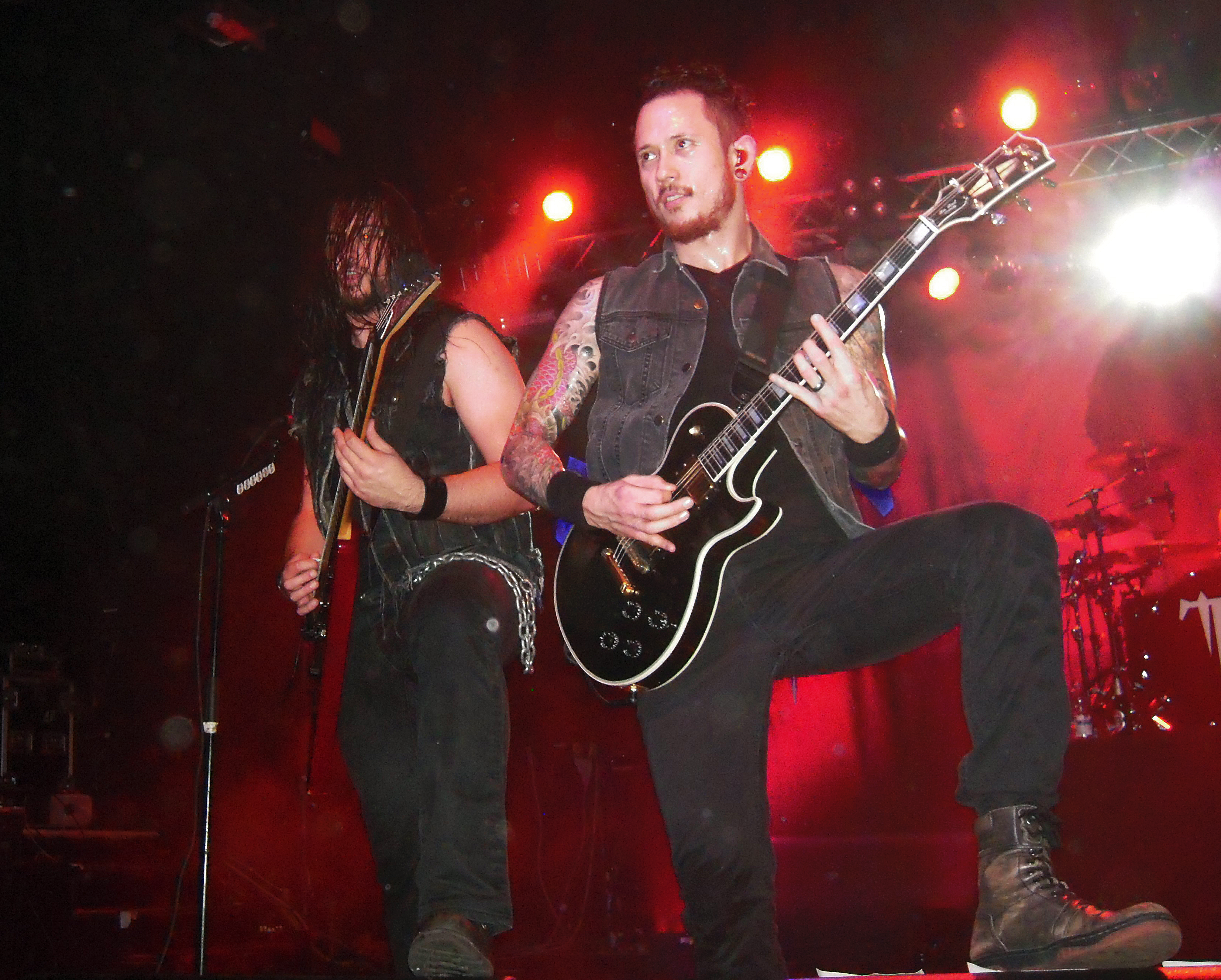
Matt Heafy und Corey Beaulieu live 2012

Die Veröffentlichung sollte ursprünglich am 20. Oktober stattfinden, wurde jedoch auf den 6. Oktober vorgezogen. Das Album erhielt glänzende Kritiken von Seiten der Musikjournalisten. So kürte zum Beispiel das deutsche Magazin Rock Hard The Crusade zum „Album des Monats“. Des Weiteren ernannte das ebenfalls deutsche Magazin Metal Hammer The Crusade zum besten Thrash-Metal-Album des Jahres 2006. In den britischen Albumcharts erreichte das Album Platz sieben, in den Vereinigten Staaten Platz 25.
Es folgte eine Headliner-Tour durch Nordamerika. Im Sommer spielten Trivium einige Festivals in Europa, unter anderem beim Rock am Ring, Nova Rock und beim Download-Festival. Vom britischen Metal Hammer wurde Trivium als beste Liveband mit dem „Golden God Award“ ausgezeichnet.
Im Dezember 2006 traten sie als Vorband bei der Europatournee von Iron Maiden auf. Maiden-Sänger Bruce Dickinson schlug Trivium als mögliche Supportband vor und lud die Band später persönlich ein. Danach spielte die Band mehrere Shows in Australien und Neuseeland, bevor sie in den Monaten April und Mai 2007 in Europa mehrere Konzerte im Rahmen einer Headlinertournee spielte. Dabei wurden sie von Annihilator und Sanctity begleitet.
Im November 2007 spielten Trivium und Machine Head eine gemeinsame Tournee in Europa. Bei der „The-Black-Crusade“-Tour wurden die beiden Co-Headliner von Arch Enemy, DragonForce und Shadows Fall begleitet. Ab Oktober 2007 waren Trivium ungefähr ein Jahr lang mit Produzent Nick Raskulinecz mit den Arbeiten am vierten Studioalbum beschäftigt, das unter dem Namen Shogun am 26. September 2008 in Deutschland veröffentlicht wurde. Im Herbst 2008 traten Trivium an der Seite von Mastodon, Slayer und Amon Amarth bei der „Unholy-Alliance-Chapter-III“-Tour auf.

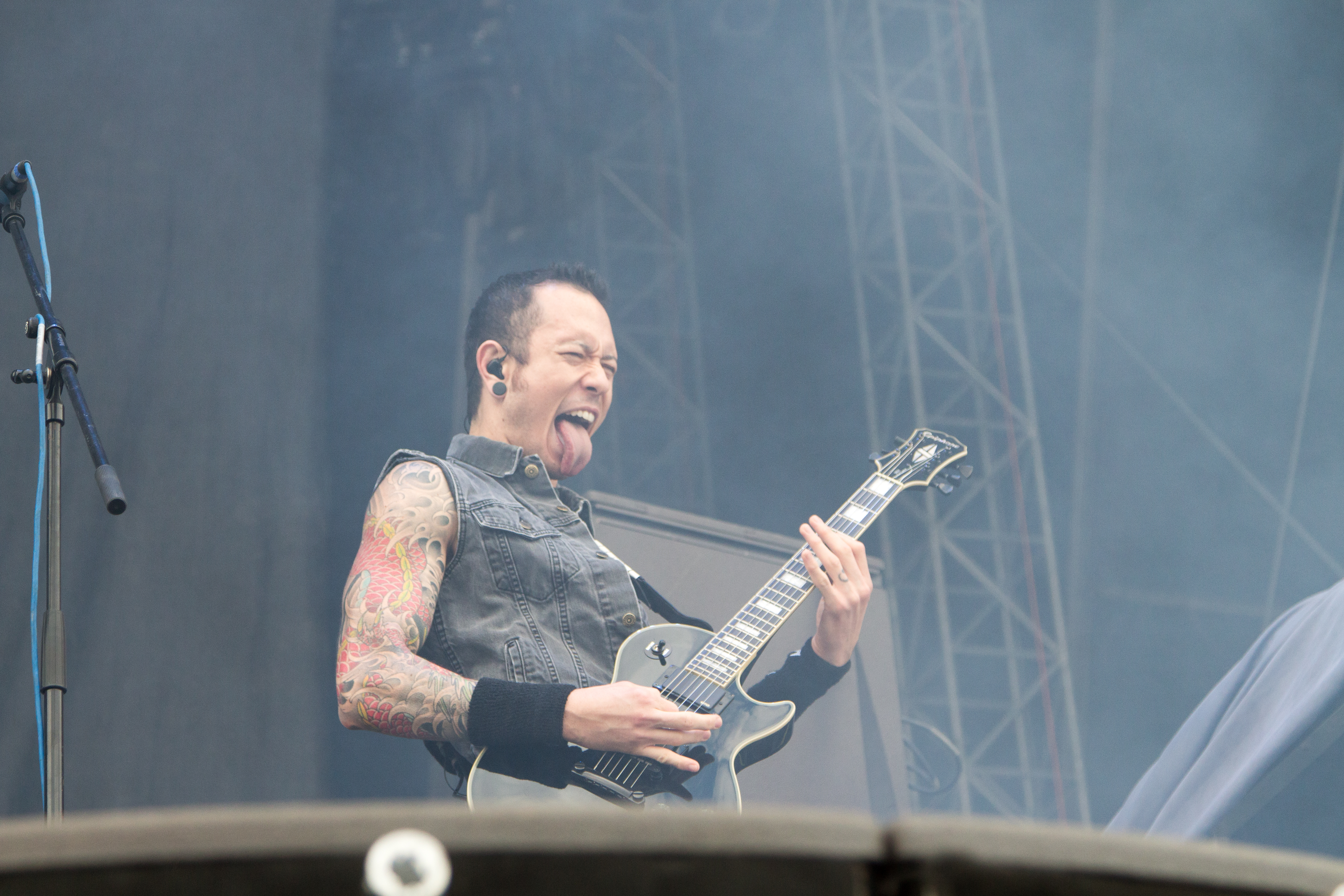
Heafy am Nova Rock 2014

### In WavesundVengeance Falls(2010–2015)
Im Februar 2010 kam Nick Augusto als neuer Schlagzeuger zu Trivium. Zuerst war Augusto eine Übergangslösung für die „Into-the-Mouth-of-Hell-We-Tour“-Tournee, bei der Travis Smith aus persönlichen Gründen eine Auszeit nahm. Im Februar 2010 verkündete die Band, dass sie Smith gefeuert haben. Genaue Gründe dafür sind jedoch nicht bekannt, es soll jedoch einige Unstimmigkeiten innerhalb der Band gegeben haben.
Am 5. August 2011 veröffentlichten Trivium ihr fünftes Studioalbum In Waves via Roadrunner Records. Das Album erreichte in Deutschland Platz acht der Albumcharts. 2012 spielten Trivium unzählige Shows und Festivals, u. a. bei Rock am Ring. Im Herbst starteten sie mit As I Lay Dying und Caliban die „Get Infected Tour“ durch Europa und sämtliche Shows in Deutschland, UK und Frankreich waren restlos ausverkauft.
Anfang 2013 begannen Trivium mit den Aufnahmen zu ihrem sechsten Studioalbum. Als Produzent wurde David Draiman, der Sänger von Disturbed, bekanntgegeben. Zur Nennung des Albumtitels Vengeance Falls wurden Fans am 23. Juli 2013 über die offizielle Facebook-Seite aufgerufen eine Webseite zu besuchen, die es einem ermöglichte einen gesprochenen Text und Teile der Single Brave This Storm zu hören und sich das neue Albumcover anzuschauen. Der neue Song feierte am 28. Juli auf dem Rock the City Festival in Bukarest seine Live-Premiere und steht seit dem 31. Juli als Stream und zum kostenlosen Download zur Verfügung. Auf dem Wacken Open Air spielten Trivium einen zweiten neuen Song namens Strife. Für den Herbst wurde zusätzlich zur Veröffentlichung des neuen Albums auch eine USA-Tour mit DevilDriver, After the Burial und Sylosis angekündigt. Vengeance Falls erschien in Deutschland am 11. Oktober.
Am 8. Mai 2014 wurde bekannt gegeben, dass sich Trivium vom Schlagzeuger Nick Augusto getrennt haben. Er wurde durch Mat Madiro ersetzt, der bislang für die Schlagzeugtechnik verantwortlich war. Am 8. Dezember 2015 gab Trivium bekannt, sich vom Schlagzeuger Mat Madiro getrennt zu haben. Sein Nachfolger ist Paul Wandtke.

### Silence in the Snow(2015–2017)
Im Herbst 2014 gab Gitarrist Corey Beaulieu bekannt, dass die Band 2015 am Nachfolgealbum von Vengeance Falls arbeiten werde und dass er hoffe, dass das Album im Herbst desselben Jahres veröffentlicht wird. Am 17. Juli 2015 startete die Band eine Website snow.trivium.org, die das neue Album ankündigte. Sie änderten auch ihr Facebook-Profil auf das gleiche Bild wie auf der Website und deuteten auf die Veröffentlichung des neuen Albums hin. Am 24. Juli veröffentlichte die Band einen sechstägigen Countdown auf ihrer Website. Ein inoffizielles Bild tauchte am 29. Juli online auf und kündigte den neuen Albumtitel Silence in the Snow an. Dieses Bild enthielt ein Veröffentlichungsdatum für den 2. Oktober 2015, der gemeinsam mit der Veröffentlichung des Musikvideos zum Titelsong Silence in the Snow bekannt gegeben wurde. In Deutschland erreichte das Album Platz 13 der Albumcharts. Als Singles wurden Silence in the Snow, Blind Leading the Blind, Until the World Goes Cold und Dead and Gone veröffentlicht. Während des Tourzyklus zum Album, der die Band zwischen August 2015 und März 2017 nach Europa und Nordamerika führte, gab es erneut Wechsel am Schlagzeug. Im Dezember 2015 kam Paul Wandtke, der allerdings Ende 2016 die Band wieder verlassen musste. Am 22. Januar 2017 wurde Alex Bent als Ersatz vorgestellt. Dieser hatte am 11. Februar 2017 seinen ersten gemeinsamen Auftritt mit Trivium in Dublin.

### The Sinand the SentenceundWhat the Dead Men Say(2017–2021)
Im April 2017, nur etwa zwei Wochen nach Ende der letzten Tourdaten in Europa erklärte Corey Beaulieu, dass es ein neues Album geben wird, gab aber keinen Zeitplan für die Aufnahme bekannt, da die Band noch in Diskussion über den weiteren Terminplan stecke. Am 26. Juli 2017 begann die Band auf ihrer Webseite mit der Nachricht „VIII. I.“ die Vorabankündigung zu einem neuen Album, die das Datum „1. August“ in römischen Ziffern darstellt. Am 1. August 2017 veröffentlichte die Band die neue Single The Sin and the Sentence, begleitet von einem Musikvideo hierzu. Auf der ab August folgenden Tour in Europa wurde der Titel The Sin and the Sentence live präsentiert. Am 24. August veröffentlichte die Band die zweite Single The Heart from Your Hate und gab die Titelliste sowie das Veröffentlichungsdatum von The Sin and the Sentence bekannt, das am 20. Oktober 2017 erschien. In Deutschland erreichte das Album Platz 12 der offiziellen Charts. Auf der ab Ende Oktober folgenden Nordamerika-Tournee hatten sodann die Songs Betrayer, The Heart from Your Hate und Thrown into the Fire Premiere. Am 10. März 2018 hatten im niederländischen Haarlem zum Auftakt der Europa-Tour die beiden Songs Sever the Hand sowie Beyond Oblivion ihr Livedebüt.
Am 22. März 2019 veröffentlichte die Band den Song Pillars of Serpents, eine Neuaufnahme des gleichnamigen Songs ihres Debütalbums Ember to Inferno aus dem Jahr 2003. Die neu aufgenommene Version des Liedes ist zwar bereits auf dem Album The Sin and the Sentence enthalten, allerdings nur in der japanischen Version des Albums.
Am 25. Februar 2020 veröffentlichte Trivium auf Twitter einen Teaser-Clip mit dem Titel „Catastrophist“. Zwei Tage später erschien die gleichnamige Single und das neue Album What the Dead Men Say wurde angekündigt, welches am 24. April 2020 erschien.

### In the Court of the Dragon(2021–2023)
Am 7. Juli 2021 veröffentlichte die Band einen Trailer mit dem Titel „In the Court of the Dragon“, auf den zwei Tage später die vollständige Single folgte. Am 11. August 2021 veröffentlichten sie einen weiteren Trailer zu der am nächsten Tag folgenden weiteren Single „Feast of Fire“ und das Veröffentlichungsdatum und die Titelliste des neuen Albums.
Das vollständige Album mit dem Titel In the Court of the Dragon erschien dann am 8. Oktober 2021.
Ein Musikvideo für "The Shadow of the Abattoir" wurde am 17. November 2022 veröffentlicht. Am 13. Januar 2023 veröffentlichte Trivium ihr Cover von Heaven Shall Burn's "Implore the Darken Sky" auf Musikstreamingdiensten.

### 20-jährige Jubiläumstour vonAscendanyund das kommende 11. Studioalbum (seit 2024)
Anlässlich des 20. Jubiläums von Ascendancy kündigte die Band die "The Poisoned Ascendancy" Tour mit Bullet for My Valentine für 2025 an, auf welcher Bullet for My Valentine auch das 20-jährige Jubiläum von The Poison feierte. Trivium gab ebenfalls Arbeiten an ihrem elften Studioalbum bekannt, welches möglicherweise einen Gastauftritt von Matt Tuck, dem Sänger von Bullet for My Valentine, enthalten wird. Heafy kündigte an, dass sich die Band für das kommende Album in die "Denkweise von Ascendancy zurückversetze." Die Band plante, das Album, welches 2026 veröffentlicht werden soll, nach Ende der Tour fertigzustellen. Allerdings zog sich Bullet for My Valentine im Mai 2025 aus der Tour zurück, nachdem der Nordamerikanische Teil beendet war. Gregoletto beschuldigte hierbei Tuck für das vorzeitige Ende der Tour, die ursprünglich in Regionen wie Südafrika und Australien bis Ende 2025 hätte fortgesetzt werden sollen. Heafy veröffentlichte daraufhin ein Statement, in dem es heißt: "es gab einen initialen Plan, und der Plan hat sich geändert [Bullet for My Valentine] haben andere Pläne, ein Album zu machen, und ich respektiere das." Weiterhin bat er Fans, "sich mit den negativen Sachen zurückzuhalten".

## Diskografie
Studioalben

| Jahr | Titel Musiklabel                              | Höchstplatzierung, Gesamtwochen, AuszeichnungChartplatzierungen (Jahr, Titel, Musiklabel, Platzierungen, Wochen, Auszeichnungen, Anmerkungen) | Höchstplatzierung, Gesamtwochen, AuszeichnungChartplatzierungen (Jahr, Titel, Musiklabel, Platzierungen, Wochen, Auszeichnungen, Anmerkungen) | Höchstplatzierung, Gesamtwochen, AuszeichnungChartplatzierungen (Jahr, Titel, Musiklabel, Platzierungen, Wochen, Auszeichnungen, Anmerkungen) | Höchstplatzierung, Gesamtwochen, AuszeichnungChartplatzierungen (Jahr, Titel, Musiklabel, Platzierungen, Wochen, Auszeichnungen, Anmerkungen) | Höchstplatzierung, Gesamtwochen, AuszeichnungChartplatzierungen (Jahr, Titel, Musiklabel, Platzierungen, Wochen, Auszeichnungen, Anmerkungen) | Anmerkungen                                                                                      |
| Jahr | Titel Musiklabel                              | DE | AT | CH | UK | US | Anmerkungen                                                                                      |
| ---- | --------------------------------------------- | --- | --- | --- | --- | --- | ------------------------------------------------------------------------------------------------ |
| 2003 | Ember to Inferno Lifeforce Records            | — | — | — | — | — | Erstveröffentlichung: 14. Oktober 2003 Wiederveröffentlicht 2016 als Ember to Inferno: Ab initio |
| 2005 | Ascendancy Roadrunner Records                 | — | — | — | UK79 Gold · (2 Wo.)UK | US151 (1 Wo.)US | Erstveröffentlichung: 15. März 2005 Verkäufe: + 100.000                                          |
| 2006 | The Crusade Roadrunner Records                | DE23 (4 Wo.)DE | AT44 (3 Wo.)AT | CH92 (1 Wo.)CH | UK7 Gold · (4 Wo.)UK | US25 (4 Wo.)US | Erstveröffentlichung: 10. Oktober 2006 Verkäufe: + 100.000                                       |
| 2008 | Shogun Roadrunner Records                     | DE27 (3 Wo.)DE | AT30 (3 Wo.)AT | CH42 (3 Wo.)CH | UK17 Silber · (3 Wo.)UK | US23 (4 Wo.)US | Erstveröffentlichung: 30. September 2008 Verkäufe: + 60.000                                      |
| 2011 | In Waves Roadrunner Records                   | DE8 (5 Wo.)DE | AT17 (4 Wo.)AT | CH24 (3 Wo.)CH | UK16 (2 Wo.)UK | US13 (4 Wo.)US | Erstveröffentlichung: 9. August 2011                                                             |
| 2013 | Vengeance Falls Roadrunner Records            | DE10 (3 Wo.)DE | AT10 (3 Wo.)AT | CH27 (2 Wo.)CH | UK23 (2 Wo.)UK | US15 (3 Wo.)US | Erstveröffentlichung: 15. Oktober 2013                                                           |
| 2015 | Silence in the Snow Roadrunner Records        | DE13 (2 Wo.)DE | AT11 (1 Wo.)AT | CH19 (2 Wo.)CH | UK19 (2 Wo.)UK | US19 (2 Wo.)US | Erstveröffentlichung: 2. Oktober 2015                                                            |
| 2017 | The Sin and the Sentence Roadrunner Records   | DE12 (2 Wo.)DE | AT10 (3 Wo.)AT | CH21 (2 Wo.)CH | UK18 (1 Wo.)UK | US23 (1 Wo.)US | Erstveröffentlichung: 20. Oktober 2017                                                           |
| 2020 | What the Dead Men Say Roadrunner Records      | DE4 (3 Wo.)DE | AT4 (3 Wo.)AT | CH10 (3 Wo.)CH | UK12 (1 Wo.)UK | US35 (1 Wo.)US | Erstveröffentlichung: 24. April 2020                                                             |
| 2021 | In the Court of the Dragon Roadrunner Records | DE7 (2 Wo.)DE | AT7 (2 Wo.)AT | CH4 (3 Wo.)CH | UK20 (1 Wo.)UK | US71 (1 Wo.)US | Erstveröffentlichung: 8. Oktober 2021                                                            |